# (34812) 2001 SB109
2001 SB109 (asteroide 34812) é um asteroide da cintura principal. Possui uma excentricidade de 0.13915970 e uma inclinação de 13.21971º.
Este asteroide foi descoberto no dia 20 de setembro de 2001 por LINEAR em Socorro.